# Мъзгош
Мъзгош (на сръбски: Мазгош или Mazgoš) е село в Западните покрайнини, община Цариброд, Пиротски окръг, Сърбия.

## География
Село Мъзгош се намира в района, известен като Забърдие (Забърге), на 16 километра североизточно от Цариброд. Разположено е на юг от планината Видлич, в близост до днешната сръбско-българска граница. От извора край селото се образува Мъзгошката река, ляв приток на Забърдската река.

## История
В землището на Мъзгош е открита керамика, датирана от енеолитната епоха (3300-2200 пр.н.е.)
В съкратен регистър на Пиротския кадилък от 1530 година Мозгаш е отбелязано като село с 9 домакинства. Мъзгош се споменава в османотурски данъчен регистър на джелепкешаните от 1576 година под името Мозгошик. Там са посочени три данъчно задължени лица – Боре Воин, Воислав Радослав и Дане Радослав. Целият налог за селото е 110 овце. По това време то е част от казата Шехиркьой (Пирот). В регистър на войнушките бащини от 1606 година се споменават трима войнуци от село Мозгош – Илия Пенин, Неделко Божьо и Трайко Лалин.
По време на кратката сръбска окупация през първата половина на 1878 година спада към Височкия срез на Пиротски окръг. В Княжество България селото е включено в Царибродска околия, Трънски окръг и е част от община Станинци.
От ноември 1920 година до април 1941 година и от 1944 година Мъзгош е в състава на Сърбия (Кралство на сърби, хървати и словенци, Югославия).
Границата от 1920 година (базираща се на Ньойския договор от 1919), разделя на две части землището на селото.

## Население
Населението на Мъзгош е предимно българско. Според преброяванията то се разпределя по следния начин:
- 1900 г. – 435 д.
- 1905 г. – 474 д.
- 1921 г. – 525 д.
- 1948 г. – 525 д.
- 1953 г. – 449 д.
- 1961 г. – 338 д.
- 1971 г. – 186 д.
- 1981 г. – 125 д.
- 1991 г. – 64 д.
- 2002 г. – 27 д.
- 2011 г. – 30 д.

## Икономика
Малцината останали жители на Мъзгош се занимават със земеделие и скотовъдство.
Селото е разположено върху находища от лигнитни въглища, които макар и не много интензивно се експлоатират (От българската страна на границата се намира мина Станянци).

## Личности
Родени в Мъзгош
- Перица Донков (1956), художник